# Ki (album)
Pour les articles homonymes, voir Ki.
Albums de Devin Townsend
Ziltoid the Omniscient
(2007) Addicted
(2009)
Ki est le dixième album studio du musicien de metal canadien Devin Townsend, sorti sur son propre label HevyDevy et InsideOut Music en mai 2009.

## Titres
1. A Monday – 1:43
2. Coast – 4:36
3. Disruptr – 5:49
4. Gato – 5:23
5. Terminal – 6:58
6. Heaven Send – 8:54
7. Ain't Never Gonna Win – 3:17
8. Winter – 4:48
9. Trainfire – 5:59
10. Lady Helen – 6:05
11. Ki – 7:21
12. Quiet Riot – 3:02
13. Demon League – 2:55